# Popiwka (rejon humański)
Popiwka (ukr. Попівка) – wieś na Ukrainie, w obwodzie czerkaskim, w rejonie humańskim, w hromadzie Mańkiwka. W 2001 liczyła 406 mieszkańców, spośród których 395 wskazało jako ojczysty język ukraiński, a 11 rosyjski.